# San Giacomo di Rialto

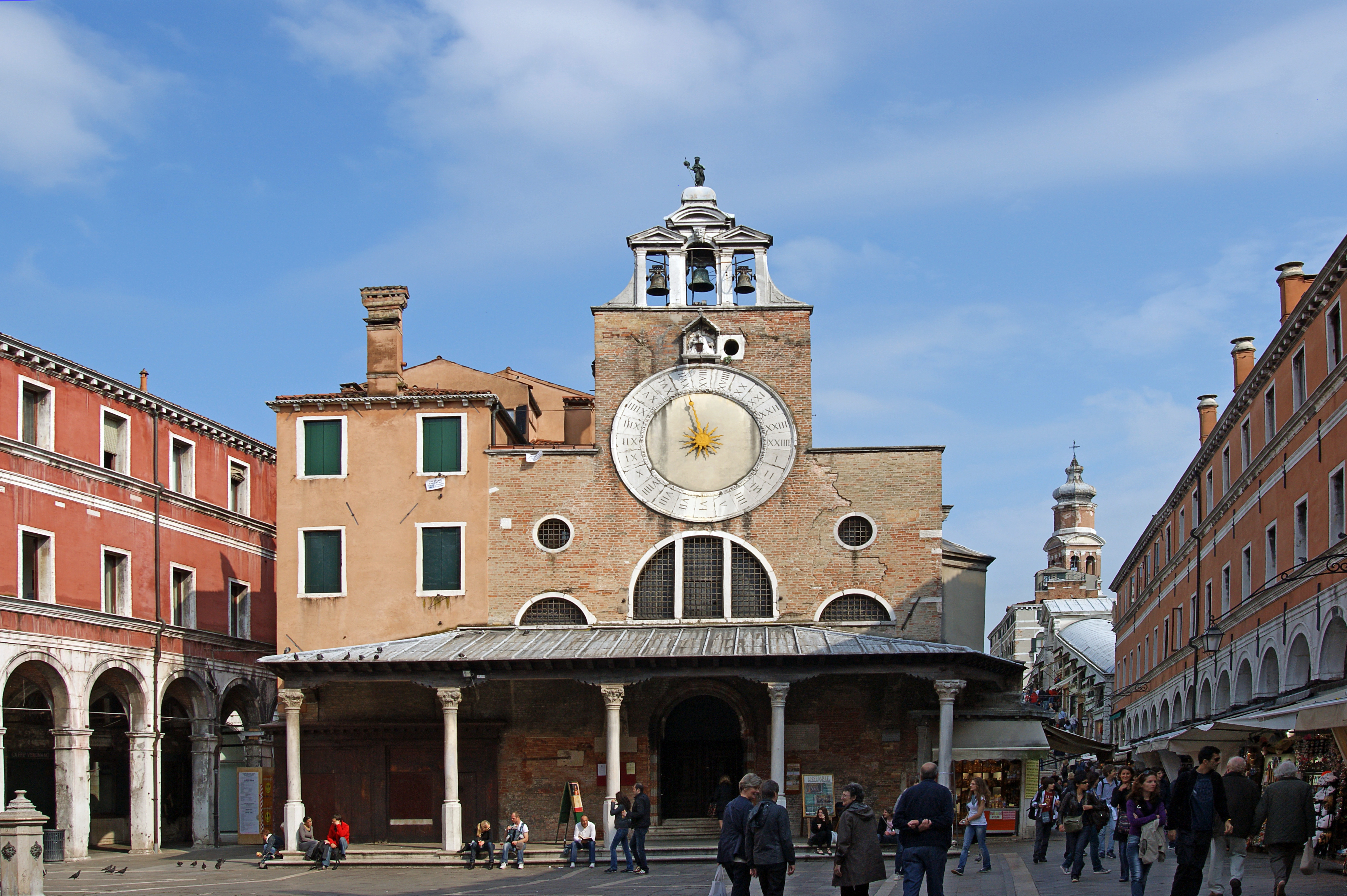
Façana

San Giacomo di Rialto és una església catòlica al sestiere de San Polo (Venècia, Itàlia). És a l'esquerra del Pont de Rialto.

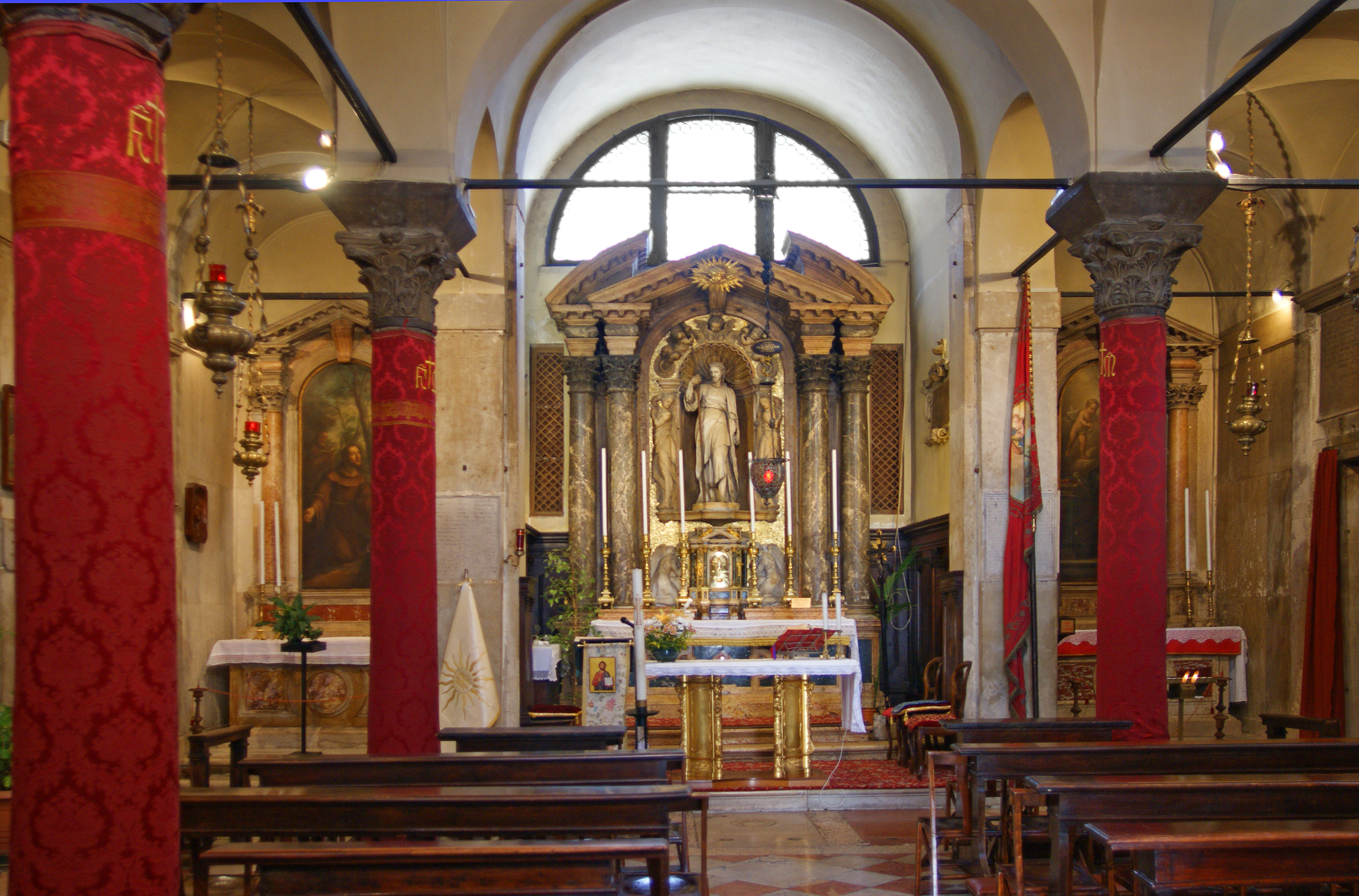
Interior de l'església

Tradicionalment es considera l'església més antiga de Venècia, construïda l'any 421 per un fuster, Candioto o Eutinopo, que estaria dedicada al sant titular per sufocar un incendi de grans proporcions. Estudis més recents han demostrat, però, que l'edifici és molt més recent, per exemple, en un document de data 1097 algú descriu el terreny en què es troba sense mencionar-ne l'església. La primera menció de determinades dates es remunta a maig de 1152.
El 1513 s'escapà del gran incendi que devastà l'àrea comercial adjacent i el 1601 el duc Marino Grimani n'ordenà la restauració, en la qual el terra s'aixecà per fer front a l'acqua alta.